# Melissa Joan Hart
Melissa Joan Catherine Hart (Smithtown, New York, 1976. április 18. –) amerikai színésznő, producer, író, üzletasszony. 
Ismertségét a Clarissa című ifjúsági filmsorozatnak és a Sabrina, a tiniboszorkány című vígjátéksorozatnak köszönheti. 

## Fiatalkora és családja
1976. április 18-án született a Long Islandi Smithtown-ban, Paula és William Hart első gyermekeként. Nevét az Allman Brothers "Melissa" című daláról kapta. Négy vér szerinti testvére van: Trisha, Elizabeth, Brian és Emily. 
Szülei 1990-ben elváltak és új házasságot kötöttek. Melissa féltestvérei: Alexandra Gilliams és Samantha Gilliams (apai részről), illetve Mackenzie Hart (anyai részről).

## Pályafutása
Édesanyja biztatására kezdett a színészi pálya iránt érdeklődni, négyévesen került először képernyőre. Komolyabb filmes szereplése előtt már 25 reklámfilmben szerepelt. Ezután vendégszerepeket játszott több sorozatban is, mint például a Kane and Abel (1985) és a The Equalizer (1986), 1986-ban Katherine Helmond mellett a Christmas Snow című tévéfilmben tűnt fel. Szintén 1986-ban kapott szerepet az NBC Another World szappanoperájában. 1988-ban jelentkezett Jamie Lloyd szerepére a Halloween 4. című filmbe, de azt végül Danielle Harris színésznő kapta meg. 1989-ben kisebb alakítása volt a Salemi boszorkányok Broadway-darabban Martin Sheen mellett.
1991-ben indult útjának az akkor 15 éves Melissa főszereplésével a Nickelodeon vígjátéksorozata, a Clarissa, mely egy tinédzserlány mindennapjairól szól. A színésznő négy év alatt háromszor kapta meg a Young Artist Awardot. Miután véget ért a sorozat, jelentkezett a New York Egyetemre, ahol végül nem diplomázott le, inkább megpróbálta folytatni színészi pályafutását.
1996-ban megkapta a főszerepet a Sabrina, a tiniboszorkány című, tévéfilmnek induló sorozatból, amelyet hat évig vetítettek sikeresen. A sorozat főszereplője Sabrina, akiről a 16. születésnapján derül ki, hogy boszorkány, akárcsak nagynénjei. Szerepet vállalt Britney Spears "(You Drive Me) Crazy" című klipjében, melyből egy részletet látható is az egyik részben. Húga, Emily Hart is kapott egy kisebb szerepet a sorozatban, amelyben az évek alatt számos sztár vendégszerepelt. Melissa a hatodik évadtól már producerként is részt vett a gyártásban. A Sabrina befejezése után e témában elkészült két tévéfilm, a Sabrina, a mélytengeri boszorkány és a Sabrina Rómába megy.
Producerként dolgozott a Disney Channelnek és a Nickelodeonnak, és több animációs filmhez kölcsönözte a hangját. 2005-ben elkészítette első saját, 15 perces rövidfilmjét Mute címmel, melyben húga, Emily Hart játszott. Vendégszerepelt az Esküdt ellenségek című krimisorozatban is. 2007-ben az ABC csatorna produkciójában a Lebilincselő karácsony című vígjátékban vállalt szereplést Mario Lopez oldalán.

## Magánélete
1999-ben a Maxim című magazin felkérte egy fehérneműs fotózásra. 
2003. július 19-én Melissa összeházasodott Mark Wilkerson zenésszel, a menyegzőt Firenzében tartották. A párnak három fia született: Mason Walter (2006), Braydon Hart (2008) és Tucker McFadden (2012). 2009-ben nyitotta meg a Sweet Harts nevű édességboltot, ami gyerekkori álma volt. Bár a bolt már nem Melissa irányítása alatt működik, az új tulajdonosok – megtartva a nevet – ismét megnyitották. Szintén 2009-ben részt vett az amerikai Dancing with the Stars című táncos showműsorban, ahol partnere a kétszeres táncvilágbajnok Mark Ballas volt. 
2012-ben felkérték, hogy írja meg az emlékiratait, mely a Melissa Explains It All címet kapta. Ebben olvasható, miként élte meg a gyerekkorban jött sikereket és buktatókat, hogyan kezelte a kamaszkorral járó nehézségeket és miképp lehet összeegyeztetni az anyaságot, a családot és a karriert.

## Filmográfia

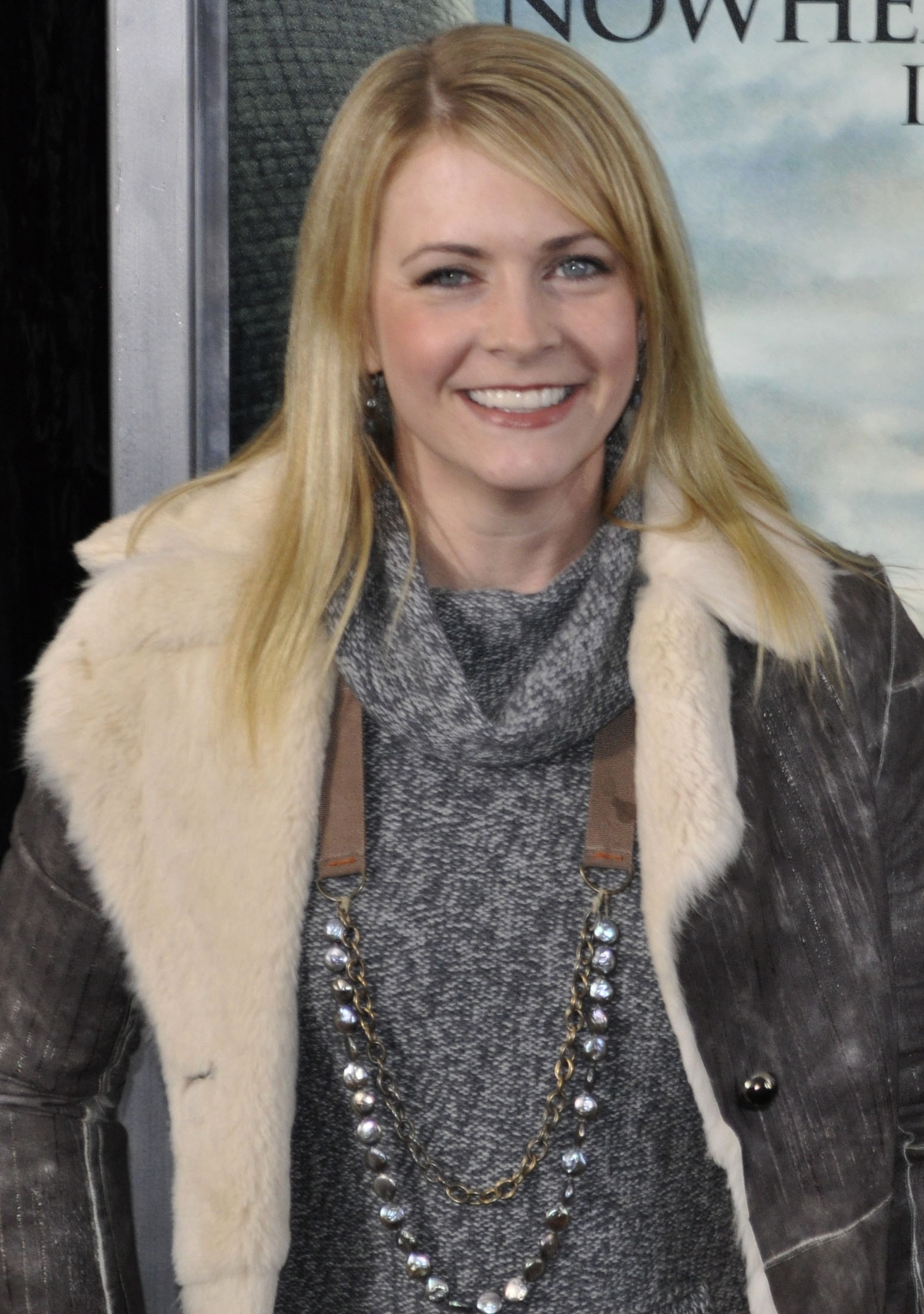

| Év        | Film                                                             | Szerep                        |
| --------- | ---------------------------------------------------------------- | ----------------------------- |
| 2010-     | Melissa és Joey (sorozat)                                        | Mel Burke                     |
| 2010      | Kilenc halott (Nine Dead)                                        | Kelley, producer              |
| 2009      | Én a tied, pénz a mienk (My Fake Fiance)                         | Jennifer, producer            |
| 2008      | Whispers and Lies                                                |                               |
| 2007      | Lebilincselő karácsony (Holiday in Handcuffs)                    | Trudie                        |
| 2006      | Isten hozott, Miss Mary! (Jesus, Mary and Joey)                  | Jackie                        |
| 2002      | Kipurcant a főbérlőnk! (Rent Control)                            | Holly Washburn, producer      |
| 2001      | Vágd meg a kartellt! (Backflash)                                 | C.J.                          |
| 2000      | Batman Beyond: Return of the Joker                               | Dee Dee (szinkronhang)        |
| 2000      | Mikulásegér és a Rémszarvasok (Santa Mouse and the Ratdeer)      | Molly (szinkronhang)          |
| 1999      | Sabrina, a rajzfilmsorozat(Sabrina the Animated Series)          | Hilda Spellman (szinkronhang) |
| 1999      | Sabrina, a mélytengeri boszorkány (Sabrina, Down Under)          | Sabrina Spellman              |
| 1999      | Őrjítő szerelem (Drive Me Crazy)                                 | Nicole Maris                  |
| 1998      | Sabrina Rómába megy (Sabrina Goes to Rome)                       | Sabrina/Sophie, producer      |
| 1998      | Buli az élet (Can't Hardly Wait)                                 | Évkönyves lány                |
| 1997      | Bűbájos testvérek (The Right Connections)                        | Melanie Cambridge             |
| 1996      | Veszélyes vágyak vonzásában (Twisted Desire)                     | Jennifer Stanton              |
| 1996      | Veszélyes vágyak vonzásában (Twisted Desire)                     | Jennifer Stanton              |
| 1996-2003 | Sabrina, a tiniboszorkány (sorozat) (Sabrina, the Teenage Witch) | Sabrina J Spellman            |
| 1995      | Újra együtt a család                                             |                               |
| 1991-1994 | Clarissa sorozat (Clarissa Explains It All)                      | Clarissa Darling              |
| 1984      | Folyami patkány (The River Rat)                                  |                               |